# Церковь Богоявления Господня (Кошмаки)
Церковь Богоявления Господня — православный храм в деревне Кошмаки Свердловской области. Памятник архитектуры регионального значения.

## Описание
Строительство деревянной однопрестольной церкви было закончено в 1854 году. Строительные работы велись артелью местных плотников в восточной части деревни. В том же году храм освящён в честь Богоявления Господня. Здание закрыто в 1930-е годы. В настоящий момент полуразрушено, не восстанавливается.
С архитектурной точки зрения это редкий для Урала образец деревянной церковной постройки начала XIX века, выполненный в классицистических формах. При скромных размерах постройка имеет развитую двухосную объёмно-пространственную композицию, составленную из двух ярусов разновеликих срубов: к крещатому храмовому срубу примыкает прямоугольный притвор; над храмовым четвериком и притвором возвышается сруб, перекрытый двускатной крышей; также перекрыты и ветви крещатого сруба.
Над западной частью верхнего сруба располагалась колокольня, а место тамбура (пристроен в XX веке) занимало крыльцо. Фасады церкви имеют двухъярусное построение, подчёркнутое карнизами, охватывающими церковь по периметру. В подражание каменным постройкам классического характера стены обшиты досками «под руст», русты обрамляют и полукруглое окно фронтона на восточном фасаде. Окна притвора обрамлены наличниками из «пилястр» и треугольных фронтончиков.
Архитектурные детали классицизма сочетаются на фасадах церкви с деталями, унаследованными из народного зодчества. Под фронтонами северной и южной ветвей крещатого сруба проходят раскрепованные карнизы — следствие примененной здесь древней конструкции «самцовой» крыши, и двойные окна с навершьем барочного рисунка в виде раскрепованного фронтона с луковичной главкой и крестом.